# Lavardin, Sarthe

Lavardin este o comună în departamentul Sarthe, Franța. În 2009 avea o populație de 756 de locuitori.